# دبيازة
دبيازة حلوى شعبية، من أبرز الأطباق الحجازية الموروثة في المملكة العربية السعودية، ارتبطت بعيد الفطر عند المسلمين؛ فهي تُقدم عادةً في أول أيامه على مائدة الإفطار بعد صلاة العيد، وتتكون الدبيازة بشكل أساسي من «قمر الدين» وبعض المكونات الأخرى كالمكسرات والسكر، وتعود أصولها إلى مكة، وكانت قديمًا متاحة للأثرياء وأصحاب المنازل الكبيرة فقط؛ لكون المكسرات عنصر أساسي لصنع الدبيازة، ولم تملك جميع الأسر المكية آنذاك ثمن المكسرات الباهظ. وهناك اختلاف على بلد منشأها الأصلي، فيُقال أنها حلوى عثمانية، أو مصرية لكونها شبيهة بحلوى الخشاف في مصر.

## مكوناتها
1. عجينة المشمش المجفف أو «قمر الدين»
2. سكر خشن
3. سمن
4. هيل
5. قرفة
6. فواكه مجففة: تمر، تين، زبيب
7. مكسرات: لوز، كاجو، فستق، صنوبر، بندق.[4][5]

## قيمتها
إلى جانب كون الدبيازة أكلة أساسية في مائدة الإفطار الحجازي صباح العيد، فهي أيضًا تتخذ أهميتها من عناصرها الغذائية التي تُعد مفيدة وغنية بالطاقة، وتُعيد للشخص حيويته بعد إرهاق الصيام في شهر رمضان، كما تُعينه على الاحتفال بنشاط في العيد.